# Roland Bombardella
Roland Bombardella (Dudelange, 9 luglio 1957) è un ex velocista lussemburghese.

## Biografia
Partecipò ai Giochi olimpici di Montréal 1976 dove fu eliminato nelle batterie dei 100 metri, mentre sui 200 metri riuscì a raggiungere le semifinali. Giunse sesto nella prima semifinale, vinta dall'italiano Pietro Mennea, a 7 centesimi dal quarto posto che gli avrebbe garantito l'accesso alla finale.
Fu nominato Sportivo lussemburghese dell'anno per quattro volte consecutive, dal 1975 al 1978.

## Palmarès
| Anno | Manifestazione  | Sede     | Evento          | Risultato  | Prestazione | Note  |
| ---- | --------------- | -------- | --------------- | ---------- | ----------- | ----- |
| 1976 | Giochi olimpici | Montréal | 100 metri piani | Batterie   |             | [ 1 ] |
| 1976 | Giochi olimpici | Montréal | 200 metri piani | Semifinale |             | [ 2 ] |